# راستن (لوئیزیانا)
راستن (به انگلیسی: Ruston) شهری در ایالت لوئیزیانا کشور ایالات متحده آمریکا است که جمعیت آن در سرشماری سال ۲۰۱۰ میلادی، ۲۱٬۸۵۹ نفر بوده‌است.